# Patrice Talon
Patrice Guillaume Athanase Talon (Dahomey, 1 mei 1958) is een Beninees zakenman. Sinds 6 april 2016 is hij president van Benin.

## Biografie
Talon staat wel bekend als de "King of Cotton" ("Koning van katoen") voor zijn betrokkenheid in de katoenindustrie. Hij was een aanhanger van president Thomas Yayi Boni en financierde diens verkiezingscampagnes in 2006 en 2011. Nadat hij met de president in onmin raakte, werd Talon ervan beschuldigd betrokken te zijn bij een complot om Boni te vergiftigen. In 2012 vluchtte Talon naar Frankrijk, in 2014 kreeg hij gratie.
Bij de presidentsverkiezingen in Benin in 2016 deed Talon mee als onafhankelijk kandidaat. In de eerste ronde eindigde hij met 24% van de stemmen op de tweede plaats, achter zittend premier Lionel Zinsou. In de tweede ronde versloeg hij Zinsou echter afgetekend met ruim 65% van de stemmen. Op 6 april 2016 werd Talon ingezworen als president van Benin, als opvolger van Thomas Yayi Boni.
Talon is getrouwd en heeft twee kinderen.
In september 2021 ontmoetten Patrice Talon en Thomas Boni Yayi, politieke bondgenoten die intieme vijanden zijn geworden, elkaar in het Marina Palace in Cotonou. Tijdens deze tête-à-tête legde Thomas Boni Yayi Patrice Talon een reeks voorstellen en verzoeken voor, in het bijzonder met betrekking tot de vrijlating van “politieke gedetineerden”.